# Eduard Cramolini

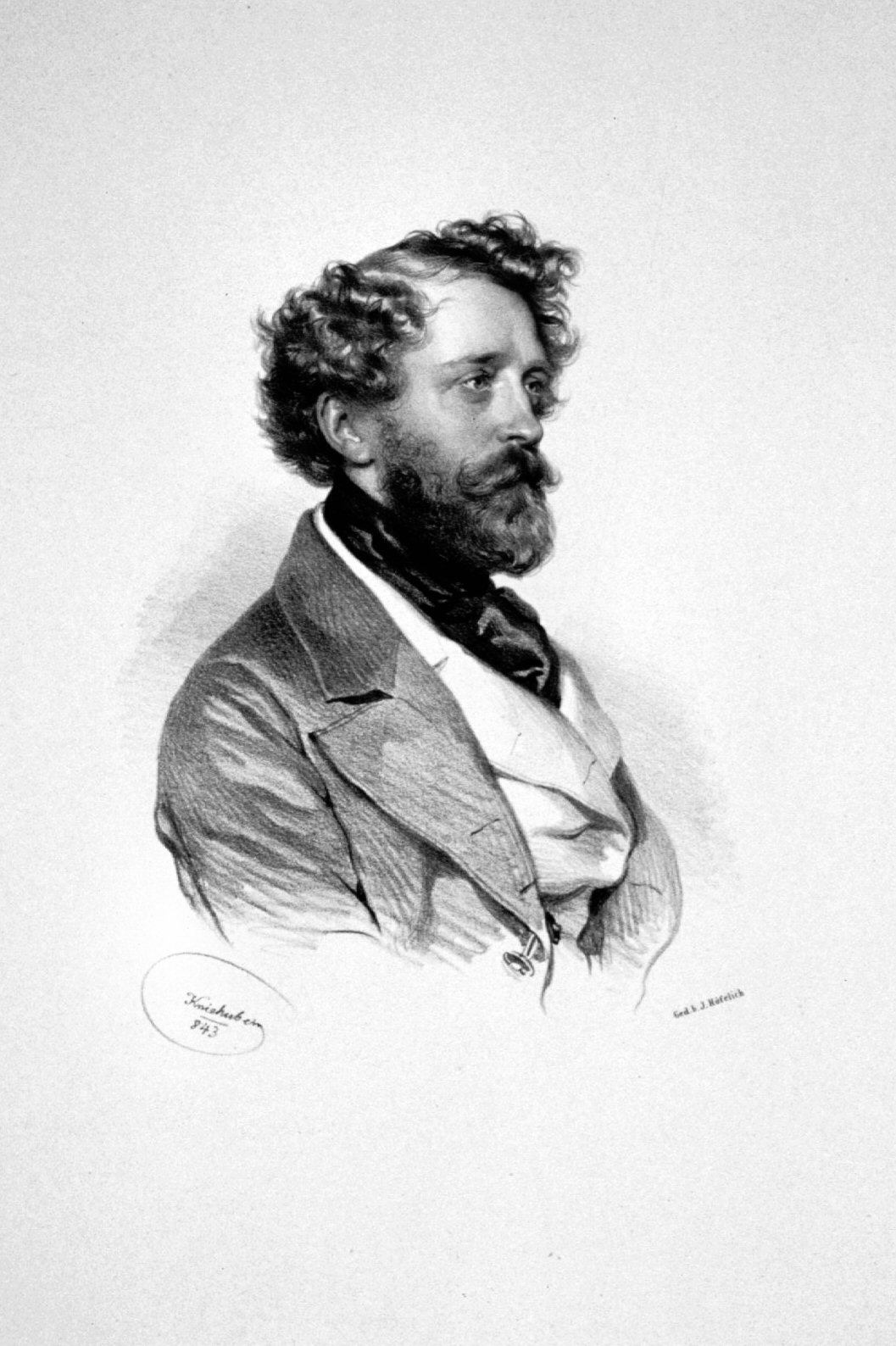
Eduard Cramolini, Lithographie von Josef Kriehuber (1843)

Eduard Cramolini (* 16. Juli 1807 in Wien; † 13. Oktober 1881 ebenda; auch Eduard Kramolin) war ein österreichischer Maler und Fotograf.

## Leben
Eduard Cramolini gehörte der aus Böhmen stammenden Künstlerfamilie Kramolin an, die ihren Namen in Cramolini italianisierte. Sein Vater war Porträt- und Landschaftsmaler, sein Bruder Ludwig Cramolini ein Opernsänger und sein Sohn Heinrich Cramolini ein Architekt.
Cramolini studierte von 1823 bis 1826 mit Unterbrechungen Zeichnen an der Akademie der bildenden Künste Wien. Er wirkte als Porträtist und Lithograf sowie ungefähr ab 1860 als Fotograf. Er betätigte sich zudem als Sammler wertvoller Antiquitäten.
Eduard Cramolini war in der Wiener Künstlerszene seiner Zeit sehr gut vernetzt. Er war Mitglied in der Genossenschaft der bildenden Künstler Wiens und in deren Vorgängervereinen Eintracht und Albrecht-Dürer-Verein sowie in der Vereinigung Grüne Insel. Einer Überlieferung zufolge soll die österreichische Bezeichnung Gschnas für ein Kostümfest auf ihn zurückgehen. In einem Nachruf in der Neuen Freien Presse wurde Cramolini charakterisiert als „ein Wiener in der vormärzlichen Bedeutung des Wortes: offen, gerade, derb und schlagfertig, und allezeit gerüst für originelle Einfälle und grobkörnige Witze.“
Nach ihm wurde 1954 die Cramolinigasse in Wien-Atzgersdorf benannt.